# Melanolophia modesta
Melanolophia modesta là một loài bướm đêm trong họ Geometridae.